# Manuel Alonso Erausquin
Manuel Alonso Erausquin   (Sant Sebastià, 1946), economista, escriptor i periodista basc, exerceix com a professor titular de la Universitat Complutense de Madrid a l'àrea de Ciències de la Informació. És llicenciat en ciències empresarials i doctor en ciències de la informació. Va treballar com a redactor i reporter en TVE, i va ser director de publicacions de l'editorial ESCO. Ha estat nomenat primer Defensor de l'Espectador en TVE l'any 2006. Manuel Alonso Erausquin ha estat reporter dels informatius de TVE (entre 1972 i 1976), a més de redactor d'aquesta mateixa cadena. Va participar com a guionista a l'espai Pista lliure i és responsable de projectes i documentació de programes juvenils de TVE. Autor de diversos llibres (Els teleniños, L'enigma del país perdut, entre altres) i articles de publicacions periòdiques, exerceix també la funció de professor de la Facultat de Ciències de la Informació de la Universitat Complutense de Madrid.

## Obres
Literatura infantil
- Historias fantásticas de ayer y de hoy (1979). José Manuel Llorca, colección historias fantásticas.
- Historias fantásticas de ciencia ficción (1979). José Manuel Llorca, colección historias fantásticas (trad. en euskera: Herrensuge Andrearen Estualdiak, 1989)
- El enigma del país perdido (1997), De la Torre, Colección Alba y mayo, Madrid.
- Una dragona en apuros (1999). Luis Vives (Edelvives), Colección Ala Delta /Serie azul, Saragossa .
- Dos dragones bailarines (2001), Luis Vives (Edelvives), Colección Aladelta /Serie azul, Saragossa . (trad. en batua i biscaí: Dragoi Dantzariak, 1998)

Literatura per a adults
- Los teleniños (1981). Laia. En col·laboració amb Luis Matilla i Miguel Vázquez.
- Encuentro con los contrarios (1987). Noguer. Accésit Premio Lazarillo 1986.
- Imágenes en acción: análisis y práctica de la expresión audiovisual en la escuela activa (1989) Publicació Akal, Colección El mochuelo pensativo.
- Fotoperiodismo: formas y códigos (1995). Síntesis, Colección Ciencias de la información
- Teleniños públicos, teleniños privados (1995), De la Torre, Proyecto didáctico Quirón. Col·laboració amb Luis Matilla i Miguel Vázquez Freire.
- Infamia sobre infamia: relatos de doble filo (2001) Imagine Press.
- El libro en un libro: la edición, primer medio de comunicación de masas (2003), De la Torre. Col·lecció Proyecto didáctico Quirón. Medios de comunicación y enseñanza.

Articles de publicacions periòdiques
- La Batalla de la pantalla. CLIJ. Cuadernos de literatura infantil y juvenil. -- Barcelona: Fontalba, 1990.
- Valoración de intangibles comunicativos: Necesidad de una nueva regulación audiovisual. Quadern central Revista TELOS, Número 32 (1992-1993)
- Una voz más. Revista APUMA Nº 7, 1994, pp. 22–24.
- Efectos de los efectos. Revista TELOS: Quadern de Comunicación, Tecnología y Sociedad, Número 9, año 2000.
- Renovación técnica y profesionales de la radio. Revista TELOS, Número 26, año 2000

A més de l'accèssit per "Encuentro con los contrarios", ha estat també finalista del Premi Antonio Machado de Relats 1982 i va rebre el Premi Hernani de contes 1968.